# Giallo storico
Il giallo storico può essere considerato una particolare variante - generalmente di tipo classico-deduttivo - all'interno del genere giallo o poliziesco, ed è caratterizzato da un'ambientazione temporale storica anziché contemporanea.
Il giallo storico, che si è affermato a partire dagli anni settanta del XX secolo, abbraccia un arco temporale estremamente vasto, per cui si spazia dal giallo medievale a quello ambientato nella Roma classica, nell'antico Egitto o nella Grecia antica, dal giallo rinascimentale a quello di età moderna. Spesso il detective protagonista della finzione letteraria è un personaggio realmente vissuto, come Aristotele, Archimede, Dante Alighieri, Michelangelo o il celebre medico Galeno.
Tra gli autori più prolifici vanno annoverati Ellis Peters, Paul Doherty, Margaret Doody, Candace Robb, Lynda S. Robinson, Lindsey Davis e gli italiani Danila Comastri Montanari, Giada Trebeschi, Bruno Vitiello e Giulio Leoni.
Il giallo storico non è limitato all'antichità ed al medioevo, ma arriva anche a tempi più recenti, come il XIX secolo e la prima metà del XX secolo. In questo specifico segmento del giallo storico si sono segnalati gli inglesi Philip Kerr e Alan Furst, il polacco Marek Krajewski, l'italiano Carlo Lucarelli e l'italo-americana Ben Pastor, creatrice della saga di Martin Bora.

## Età antica

### Antico Egitto
Abbastanza numerosi i gialli storici le cui vicende si svolgono nell'antico Egitto, fra questi si possono ricordare il prolifico scrittore britannico Paul Doherty e la statunitense Lynda S. Robinson. Doherty è l'autore della serie del giudice Amerotke, ambientata nel XV secolo a.C., comprendente i romanzi La maschera di Ra (1998), Il tempio di Horus (1999), I delitti di Anubi (2000), Le dieci coppe dello scorpione (2002) e Gli assassini di Isis (2004).
Lynda S. Robinson ha scritto fra il 1994 ed il 2001 una serie di gialli in cui indaga il principe Meren, iniziata con L'ombra di Anubi (Murder in the Place of Anubis) ed ambientata nel periodo del faraone Tutankhamon (metà XIV secolo a.C.).
Anche la "regina" del mystery, Agatha Christie, moglie dell'archeologo Max Mallowan, ha scritto nel 1945 C'era una volta (Death Comes as the End) un giallo storico ambientato nell'antica Tebe in Egitto, attorno al 2000 a.C.

### Antica Grecia
Anche l'antica Grecia è stata fonte di ispirazione per numerosi autori di gialli storici, fra questi Omicidi nell'agorà (Meurtres sur l'Agora) del 1978, scritto dalla storica francese Claude Mossé ed ambientato ad Atene nel 349 a.C.
Spesso nei gialli storici ambientati nell'antica Grecia sono protagonisti importanti personaggi storici, come ad esempio nella serie di romanzi della canadese Margaret Doody (nata nel 1939) nei quali indaga il grande filosofo Aristotele, serie iniziata nel 1978 con Aristotele detective. Anche Paul Doherty inserisce un grande personaggio della storia nei suoi mystery "greci" nei quali - a partire da A Murder in Macedon del 1997 - è presente la figura del sovrano macedone Alessandro Magno.
In due romanzi di autori differenti le indagini sono svolte da un filosofo sofista: Melanolykos è il protagonista de La trentaseiesima orazione di Lisia del 2002 dell'italiano Luciano Bellè, mentre Prodico di Ceo indaga nel romanzo Le due morti di Socrate (2003), dello spagnolo Ignacio García-Valiño ambientato ad Atene nel 399 a.C.
L'archeologo greco Thanos Kondylis è autore del romanzo Omicidio a Olimpia (titolo originale Έγκλημα στην Αρχαία Ολυμπία) (2007), ambientato ad Olimpia nel V secolo a.C. in occasione dei giochi olimpici. Il migliore atleta spartano viene ucciso e ad investigare sull'omicidio sono due giovani, l'ateniese Alèxandros e lo spartano Leonìdas.
In Archimede e il mistero del planetario, romanzo giallo del 2011 di Annalisa Stancanelli ambientato nel 213 a.C. tra Alessandria d'Egitto, Siracusa e Roma, il protagonista è lo scienziato siracusano Archimede, alle prese con un antico mistero.
Lo spagnolo Marcos Chicot ha pubblicato nel 2013 "L'assassinio di Pitagora", giallo storico sul filosofo di Samo, presto tradotto nelle principali lingue europee e divenuto bestseller internazionale.

### Antica Roma
Le vicende ed i personaggi dell'antica Roma e delle città e province che facevano parte dell'Impero Romano hanno dato lo spunto ad un gran numero di scrittori di gialli storici.

#### Periodo repubblicano
Il tedesco Gisbert Haefs ha scritto due romanzi gialli ambientati al tempo delle guerre puniche: il primo è Il mercante di Cartagine del 1999, ambientato nell'anno 230 a.C. e che ruota attorno alle figure del generale cartaginese Amilcare Barca e di suo figlio Annibale, il secondo è La spada di Cartagine del 2005 le cui vicende, come nel precedente romanzo, si svolgono 10 anni dopo la fine della prima guerra punica.
Le vicende raccontate in Tempesta su Roma. Lo scandalo dei Baccanali (2002) dello scrittore genovese Gino Abitino si svolgono nel 186 a.C. quando era console Spurio Postumio Albino. Prendendo spunto da Tito Livio (Ab Urbe Condita, XXXIX, 8 - 20), Abitino narra l'azione del console contro la diffusione dei Baccanali.
L'autore statunitense Steven Saylor è l'autore di una lunga serie iniziata nel 1991 intitolata Roma Sub Rosa, in cui il protagonista è l'investigatore Gordiano il Cercatore. Il periodo storico durante il quale si svolge la serie va dall'anno 80 a.C. di Sangue su Roma (Roman Blood del 1991) all'anno 46 a.C., al tempo del trionfo di Cesare (The Triumph of Caesar del 2008).
Nel periodo della tarda repubblica sono ambientati anche i romanzi gialli Omicidi nell'Urbe e Omicidi nella domus di Walter Astori, editi entrambi nel 2018, che hanno come protagonista il questore Flavio Callido chiamato a districarsi in vicende delicate che coinvolgono personaggi del calibro di Cicerone, Pompeo, Lutazio Catulo e Murena. 
Nel 49 a.C. a Roma è ambientato il giallo storico La Vespa nell'ambra (2015) di Emma Pomilio.
Anche John Maddox Roberts, scrittore statunitense celebre per le sue opere di fantascienza e fantasy si è dedicato al giallo storico ed ha scritto la serie intitolata S.P.Q.R. ambientata negli ultimi anni della Repubblica. Nel primo romanzo, intitolato SPQR I. The King's Gambit (SPQR: a Roma la corruzione non è iniziata ieri), del 1990, il nobile Decio Cecilio Metello il Giovane indaga su corruzione, immoralità e intrighi.
La storia narrata nel romanzo Meminisse iuvabit (2005) di Luigi Calcerano si svolge alla fine dell'età repubblicana, al tempo del principato di Augusto, nell'anno 23 a.C. ed il protagonista del giallo è il celebre poeta latino Quinto Orazio Flacco.
Nel 2015 Massimo Blasi e Laura Zadra pubblicano il giallo Quel che è di Cesare, ambientato nei giorni immediatamente successivi all'assassinio di Gaio Giulio Cesare, nel 44 a.C.. Protagonista, un imbalsamatore di cadaveri di origini etrusche, Lart, aiutato dal servo pasticcione e vanesio Silvius e dalla moglie Licinia, una prefica superstiziosa.

#### Periodo imperiale
Una delle serie più note - soprattutto in Italia - di gialli ambientati nell'antica Roma è la serie di romanzi di Danila Comastri Montanari in cui indaga il nobile senatore Publio Aurelio Stazio. I romanzi (il primo dei quali è Mors tua del 1990) sono ambientati al tempo dell'imperatore Claudio (prima metà del I secolo d.C.).
Si muove fra giallo e spy-story Seren la Celta di Giuliano Dego, pubblicato nel 2006, in questo romanzo le avventure di una principessa britannica si intrecciano con le vicende che ruotano attorno alla figura e alla corte dell'imperatore Nerone.
Lo scrittore francese Guillaume Prévost è l'autore de L'assassino e il profeta (L'Assassin et le Prophète del 2002), un giallo che si svolge a Gerusalemme nel periodo antecedente l'inizio della predicazione di Gesù: il giovane filosofo ebreo Filone di Alessandria indaga sull'uccisione del capo del gruppo religioso ebraico dei Farisei.
La città di Pompei e la sua tragica distruzione hanno ispirato alcuni autori: fra questi l'archeologo statunitense Arthur Crane, con i suoi romanzi collocati nel 62 d.C. in cui agisce l'investigatore Meleagro (I veleni di Pompei. Meleagro, inspector ante litteram e Il ventre di Pompei. Meleagro e la ricetta assassina). Due romanzi sono ambientati nel 79 d.C., poco prima che la città campana venga distrutta dall'eruzione del Vesuvio: in Rosso pompeiano del 1995 di Nino Marino, Marco Holconio deve scoprire l'assassino della figlia di un notabile, mentre in Pompei dello scrittore e giornalista televisivo inglese Robert Harris, il protagonista, l'ingegnere addetto all'acquedotto dell'Aqua Augusta Marco Attilio, deve risolvere il mistero della scomparsa improvvisa del suo predecessore e il motivo per cui l'acquedotto risulta bloccato.
Appartengono al periodo dell'imperatore Vespasiano (seconda metà del I secolo d.C.) i numerosi romanzi scritti dall'autrice inglese Lindsey Davis. Il primo romanzo della serie, in cui è protagonista Marco Didio Falco, è Le miniere dell'imperatore (The Silver Pigs, 1989).
Sono ambientati nel secondo secolo sia Il ratto del Quirinale (Search the Seven Hills), giallo del 1983 di Barbara Hambly che racconta le indagini del filosofo Marco Silano al tempo dell'imperatore Traiano, sia Roma. La prima morte di Marco Aurelio (Roma - Der erste Tod des Mark Aurel del 2001) di Gisbert Haefs, in cui si narra il piano per un attentato nell'anno 165 d.C. all'imperatore Marco Aurelio da parte del centurione Gaio Pacuvio Lentulo.
Indaga un'importante figura dell'antichità in due romanzi di Rosario Magrì (1924-2005), medico e scrittore: ne Il medico delle isole (1982) e Il medico dell'imperatore (1984) appare il celebre medico Galeno (vissuto nella seconda metà II secolo d.C.). Magrì ha scritto anche un'altra serie di romanzi gialli nella quale svolge le indagini il capo dei vigiles Ponzio Epafrodito (La statua d'oro, Il sale in bocca, Indagini sulla morte di uno schiavo).
Si svolgono nel IV secolo d.C. i romanzi di Luigi De Pascalis nei quali indaga il magistrato Caio Celso: la serie è iniziata nel 2003 con il giallo Rosso Velabro ambientato nell'anno 363 d.C., al quale sono seguiti  Il Signore delle Furie Danzanti (2006) e La dodicesima Sibilla (2009).
Sono ambientate anch'esse nel IV secolo d.C. i romanzi di Ben Pastor che narrano le indagini di Elio Sparziano, storico romano vissuto fra il IV ed il V secolo d.C.
Anche nella letteratura per ragazzi sono presenti gialli storici ambientati in epoca romana, fra questi si ricordano le opere di Henry Winterfeld (1901-1990) che ha pubblicato 4 romanzi nei quali le indagini sono affidate a scolaretti.

### Antica Cina
Anche l'antica Cina ha fatto da sfondo ad alcune serie di romanzi gialli, in particolare si ricordano le opere di Robert Van Gulik e Frédéric Lenormand. L'olandese Van Gulik (1910-1967), scrittore, diplomatico e musicista, ha pubblicato in inglese romanzi e racconti dedicati alle indagini del giudice Dee, a partire da Dee Goong An (alias Celebrated Cases of Judge Dee) del 1949. La figura e le avventure del giudice Dee (o meglio Di Renjie 狄仁傑 in lingua cinese), un magistrato cinese realmente vissuto durante il periodo della dinastia Tang, ritornano nella serie di romanzi scritta dal francese Lenormand, iniziata con Le Château du lac Tchou-An del 2006.

## Età medievale
Anche il periodo medievale, che tradizionalmente inizia con la caduta dell'Impero romano d'Occidente (anno 476) e termina con la scoperta dell'America (1492), è lo sfondo temporale di un gran numero di gialli storici ambientati in diversi paesi europei.
Lo scrittore inglese di origini scozzesi Peter Berresford Ellis, noto con lo pseudonimo di Peter Tremayne, ha dato vita al personaggio di sorella Fidelma, una religiosa irlandese protagonista di numerosi romanzi che si svolgono alla metà del VII secolo d.C. generalmente in Irlanda e Inghilterra. Ancora un personaggio religioso, fratello Cadfael è il protagonista dei gialli storici di Ellis Peters (pseudonimo della scrittrice britannica Edith Mary Pargeter, 1913-1995), iniziata con La bara d'argento del 1977 ed ambientati alla metà del XII sec. Generalmente le storie delle indagini di fratello Cadfael, monaco erborista, si svolgono nell'abbazia benedettina di Shrewsbury.
Appartengono ad un'altra epoca e ad un altro periodo storico i gialli di Tom Harper, pseudonimo usato dallo scrittore britannico Edwin Thomas, creatore di Demetrios Askiates, risolutore di misteri per l'imperatore di Bisanzio, al tempo della I Crociata (1096-1099). Fra il 2004 ed il 2006 sono stati pubblicati tre romanzi: Mosaico d'ombre (The Mosaic of Shadows), Delitto sotto le mura (Knights of the Cross) e Siege of Heaven.
Protagonista di cinque romanzi gialli storici (I delitti della Medusa, I delitti del Mosaico, I delitti della Luce, La crociata delle tenebre, La sindone del diavolo) scritti da Giulio Leoni è il grande poeta italiano Dante Alighieri, che indaga su complotti e delitti nella Firenze del 1300.
Uno dei più celebri gialli storici è certamente il romanzo che è stato l'esordio nella narrativa dello scrittore e semiologo italiano Umberto Eco: Il nome della rosa del 1980, che divenne un best seller internazionale e fu tradotto in quarantaquattro lingue. Il romanzo, ricco di citazioni di altri testi, è ambientato nel 1327 in una imprecisata abbazia benedettina in Italia, e narra della "missione" del monaco francescano Guglielmo da Baskerville, accompagnato dal giovane benedettino Adso da Melk, alle prese sia col conflitto dottrinale sul pauperismo sia con una serie di misteriosi delitti che ruotano attorno ad un testo perduto di Aristotele.
Il britannico P.C. Doherty è senza dubbio uno dei più prolifici scrittori di gialli storici, soprattutto di ambientazione tardo medievale. Doherty, che utilizza diversi pseudonimi per differenziare le sue opere, ha in corso alcune serie di gialli medievali: la serie con Hugh Corbett, iniziata con Satana a St. Mary del 1986 ed ambientata in Inghilterra alla fine del XIII sec.; la serie con fratello Athelstan (firmata Paul Harding) iniziata con La galleria dell'usignolo del 1991 ed ambientata nella seconda metà del XIV sec.; la serie con il medico ed erborista Kathryn Swinbrooke (firmata C.L. Grace) ambientata al tempo della guerra delle due rose e la serie con Sir Roger Shallot (firmata Michael Clynes).
La statunitense Candace Robb è l'autrice di due serie di gialli storici: la prima, iniziata con La rosa del farmacista del 1993, ha come protagonista l'arciere gallese Owen Archer, investigatore al servizio dell'arcivescovo di York nella seconda metà del XIV sec.; nella seconda serie invece indaga Margaret Kerr ed è ambientata in Scozia alla fine del XIII sec., nel periodo in cui la nazione combatteva per l'indipendenza dall'Inghilterra.
La scrittrice francese Viviane Moore ha dato vita al personaggio di Galeran de Lesneven, cavaliere che indaga nella Francia del XII secolo; il primo romanzo, Blu sangue (Bleu sang), è stato pubblicato nel 1999.Nei suoi romanzi, l'autrice fornisce in appendice le ricette dei piatti tipici citati.
Altra interessante autrice è l'inglese Susanna Gregory (pseudonimo di Elizabeth Cruwys), che ambienta i suoi romanzi nella Cambridge della metà del XIV secolo e affida le indagini a Matthew Bartholomew, docente presso la locale Università nel Michaelhouse College. La serie ha preso inizio nel 1996 con il romanzo I segreti di Cambridge, pubblicato in Italia nel 2007. I gialli con Matthew Bartholomew nel Regno Unito sono arrivati alla diciottesima edizione. La stessa autrice ha dato inizio anche ad una nuova serie di gialli nel 2007: protagonista è Thomas Chaloner, che indaga nella metà del Seicento; questa serie non è ancora pubblicata in Italia.
Gialli storici ambientati in epoca medievale sono presenti anche nella letteratura per ragazzi, ad esempio L'artiglio di Satana della coppia di autori italiani Riccardo Parigi e Massimo Sozzi, ambientato in Maremma nel 1320, edito nel 2005 nella collana Junior Gialli da Arnoldo Mondadori Editore.

## Età moderna

### XVI secolo
Il precedentemente citato scrittore francese Guillaume Prévost è autore di un giallo storico ambientato nella Roma del Rinascimento: ne I sette delitti di Roma (Les sept crimes de Rome del 2000) indaga il poliedrico artista e scienziato italiano Leonardo da Vinci.
L'inglese Christopher John Sansom ha pubblicato una serie di romanzi gialli con protagonista Matthew Shardlake, un uomo di fiducia di Thomas Cromwell chiamato a risolvere intricati e spinosi casi nell'Inghilterra della prima metà del XVI secolo.
Protagonista de La questione del metodo (À l'enseigne de l'amitié ), giallo storico del 2003 del francese Jacques Bonnet, è il filosofo italiano Giordano Bruno, impegnato a Parigi nel 1582 ad indagare sulla morte di un libraio.
Si svolge a Praga durante i tre giorni della Pasqua del 1592 il giallo storico Il quinto servitore (The Fifth Servant, 2010) di Kenneth Wishnia. Nel romanzo lo shammes Benyamin Ben-Akiva indaga per risolvere il mistero dell'assassinio di una ragazza cristiana, del quale è stato accusato un membro della comunità ebraica della città imperiale.
La modernista italiana Giada Trebeschi ha ambientato due dei suoi romanzi in pieno Rinascimento italiano, Il vampiro di Venezia che si svolge durante l'epidemia di peste del 1576 e L'amante del diavolo che parla di un processo d'Inquisizione a una strega realmente avvenuto a metà XVI secolo.
Bruno Vitiello ha dedicato al Rinascimento italiano due romanzi con protagonista Michelangelo Buonarroti nel ruolo d'investigatore: il primo, I delitti dell'anatomista, ambientato nel 1505 a Firenze, mentre il secondo, Chiunque nasce a morte arriva, si svolge a Roma nel 1517. Co-protagonisti di queste storie sono altri famosi artisti del Rinascimento come Leonardo da Vinci e Raffaello Sanzio, oltre a celebri medici come Fracastoro e Paracelso.

### XVII secolo
La coppia di scrittori Rita Monaldi e Francesco Sorti ha iniziato la pubblicazione di una serie di romanzi dei quali è protagonista l'abate Atto Melani, cantante, diplomatico e spia vissuto tra il XVII e il XVIII secolo. Fanno parte della serie Imprimatur (2002), Secretum (2005) e Veritas (2006), gli ultimi due non ancora pubblicati da case editrici italiane.

### XVIII secolo
Lo statunitense Bruce Alexander Cook (1932-2003) ha pubblicato alcuni romanzi dedicati alle indagini del magistrato cieco britannico Sir John Fielding (1721-1780), fra questi Gli occhi del giudice (Blind Justice).

## Ottocento
Il periodo napoleonico ha ispirato alcuni scrittori, fra questi il polacco, Waldemar Łysiak autore di Scacco all'Imperatore (Szachista del 1980), un thriller storico in cui si narra di un piano elaborato da alcuni politici britannici per rapire Napoleone.
Anche John Dickson Carr (1906-1977), che spesso inseriva nei suoi gialli particolareggiate descrizioni storiche, ha pubblicato nel 1950 un giallo storico, La sposa di Newgate (The Bride of Newgate), ambientato a Londra al tempo delle guerre napoleoniche.
Appartengono sempre al periodo napoleonico le indagini di Hanno Stiffenis, magistrato di Lottingen in Prussia ed allievo di Immanuel Kant, le cui vicende sono narrate da Michael Gregorio in diversi romanzi (il primo dei quali è Critica della ragion criminale del 2006).
Il britannico Jason Goodwin è autore di una serie di gialli che hanno come protagonista Yashim, eunuco presso la corte imperiale di Istanbul della prima metà del XIX secolo, amante della buona cucina e ottimo conoscitore della cultura occidentale e ottomana.
Si svolge nel 1855, al tempo di Napoleone III, un altro dei gialli storici di Guillaume Prévost, Jules Verne e il mistero della camera oscura del 2005, in cui indaga il celebre scrittore francese Jules Verne.
Protagonista dei gialli storici di Harold Schechter - fra cui Il ritorno della Morte Rossa (Mask of the Red Death del 2004) - è il celebre poeta e scrittore statunitense Edgar Allan Poe (1809-1849), tradizionalmente riconosciuto come creatore del genere giallo.
Fra gli autori più prolifici del genere giallo storico va indubbiamente annoverata la britannica Anne Perry (1938), specializzata nel periodo vittoriano durante il quale si svolgono due serie distinte: la prima con le indagini dell'ispettore Thomas Pitt (periodo 1880-1890), la seconda dedicata all'ispettore Thomas Monk (periodo 1850-1860).
Lo scrittore italiano Luca Masali ha pubblicato La vergine delle ossa (Castelvecchi, 2010) in cui Emilio Salgari, finito in manicomio, indaga insieme al suo psichiatra Cesare Lombroso in una Torino plumbea e crudele.

## Novecento
La britannica Anne Perry ha iniziato nel 2003 - con il romanzo Alto tradimento (No Graves as Yet) - una nuova serie di gialli storici ambientati prima e durante il primo conflitto mondiale (1914-1918), serie della quale è protagonista il capitano Joseph Reavley.
La scrittrice italoamericana Ben Pastor (1950) ha pubblicato due serie di romanzi storici collocati in due periodi importanti del XX secolo: la prima, alla quale appartengono I misteri di Praga e La camera dello scirocco, è ambientata a Praga alla vigilia della prima guerra mondiale; la seconda, iniziata con Lumen del 1999, è dedicata alle indagini di Martin Bora, un ufficiale-detective tedesco, ispirato alla figura di Claus von Stauffenberg che attentò alla vita di Adolf Hitler.
Marek Krajewski (1966), scrittore e filologo polacco, ha pubblicato una serie di romanzi polizieschi ambientati nell'allora città tedesca di Breslavia nel periodo fra le due guerre mondiali. La serie, iniziata da Morte a Breslavia (Śmierć w Breslau) del 1999, ha come protagonista il commissario Eberhard Mock.
Anche il britannico Philip Kerr ha ambientato alcuni dei suoi thriller storici nella Germania nazista, fra questi Violette di marzo (March Violets del 1989) primo libro della serie dedicata a Bernie Gunther ed ambientato nel 1936 durante i giochi olimpici.
La storica italiana Giada Trebeschi, nota per la cura puntigliosa dell'ambientazione storica, ha ambientato La dama rossa e L'autista di Dio nel 1938 in pieno periodo fascista.